# The Contra Adventure
C: The Contra Adventure (также известная как The Contra Adventure или C — The Contra Adventure) — видеоигра серии игр Contra выпущенная в 1998 году эксклюзивно на PlayStation, игру должны были портировать на Windows, но из-за негативной критики она не вышла на PC. Игру разработала компания Appaloosa Interactive, для которой она стала второй Contra-игрой после Contra: Legacy of War вышедшей в 1996 году. Издателем выступала компания Konami, релиз для PlayStation состоялся 31 августа 1998 года. The Contra Adventure является второй игрой в серии, использующей трёхмерную графику в игровом процессе. Как и предыдущая игра серии, Legacy of War, она была выпущена только на территории Северной Америки, но не вышла в Японии и в Европе.

## Сюжет
После событий Contra: Legacy of War отряд Contra Hard Corps (но в инструкции они называются Contra Force), дрейфовавший на метеорите в открытом космосе, спасается и возвращается на Землю. Отряд расформировывается, и каждый боец находит своё призвание. Однако на метеорите остался жучок пришельцев, спасшийся после финальной битвы с отрядом Contra. Спустя несколько месяцев метеорит с пришельцем падает в Южной Америке неподалёку от храма Майа. Пришелец захватывает храм и начинает новое вторжение на Землю. Член отряда Hard Corps Таша (в инструкции она называется Таня) отправляется в разведку к храму, но бесследно исчезает. Теперь Рею Поварду, ветерану Hard Corps, предстоит остановить инопланетное вторжение.

## Игровой процесс
Игроку предстоит пройти десять уровней, отличающихся оформлением: некоторые уровни представлены в классическом для игр Contra виде сбоку, другие — в изометрической виде, третьи — в виде сверху. Существует особый уровень, представляющий собой шахту, в которой герой находится в свободном падении. Все нововведения, появившиеся в Contra: Legacy of War, присутствуют и в этой игре: сохранение на карту памяти, очки здоровья, стрельба в трёхмерном окружении.

## Критика
| Сводный рейтинг | Сводный рейтинг |
| Агрегатор       | Оценка          |
| --------------- | --------------- |
| GameRankings    | 39,14 %         |

C: The Contra Adventure получила негативные отзывы. GameSpot дала игре оценку 3,6/10, начав обзор со слов: «Трудно поверить, что Konami выпустила ещё одну жалкую игру под названием Contra». IGN дала оценку 1/10, упомянув, что это «Определённо не та Contra, которую требовали фанаты». Рецензенты 1UP.com констатировали, что «[C: The Contra Adventure] сумела стать даже ещё хуже, чем Legacy of War, что делает ее самой худшей игрой серии».